# Числа Пизо
Число Пизо (или число Пизо—Виджаярагхавана, или PV-число) — любое алгебраическое целое число, большее единицы, модули всех сопряжённых которого строго меньше единицы.
Эти числа открыты Акселем Туэ в 1912 году, изучались Годфри Харди с 1919 в связи с диофантовыми приближениями, но получили известность после публикации диссертации Шарля Пизо в 1938. Исследования продолжили Тирукканнапурам Виджаярагхаван и Рафаэль Салем в 1940-х годах.
С числами Пизо тесно связаны числа Салема: это такое число, что модули всех его сопряжённых не больше 1 и среди них присутствует единичный.

## Свойства
Чем больше натуральный показатель степени PV-числа, тем больше эта степень приближается к целому числу. Пизо доказал, что среди нецелых положительных алгебраических чисел, модули которых больше 1, это свойство является исключительным для PV-чисел: если вещественное число {\displaystyle \alpha >1} таково, что последовательность расстояний {\displaystyle \|\alpha ^{n}\|} от его степеней до множества целых чисел принадлежит {\displaystyle l_{2}}[прояснить], то {\displaystyle \alpha } — число Пизо (и, в частности, {\displaystyle \alpha } — алгебраическое).
Наименьшим числом Пизо является единственный вещественный корень кубического уравнения {\displaystyle x^{3}-x-1=0}, известный как пластическое число.
Квадратичные иррациональности, являющиеся числами Пизо:
| Значение                                    | многочлен                  | Числовое значение                     |
| ------------------------------------------- | -------------------------- | ------------------------------------- |
| {\displaystyle {\frac {1+{\sqrt {5}}}{2}}}  | {\displaystyle x^{2}-x-1}  | 1,618034… (золотое сечение)           |
| {\displaystyle 1+{\sqrt {2}}}               | {\displaystyle x^{2}-2x-1} | 2,414214… (серебряное сечение)        |
| {\displaystyle {\frac {3+{\sqrt {5}}}{2}}}  | {\displaystyle x^{2}-3x+1} | 2,618034… A104457                     |
| {\displaystyle 1+{\sqrt {3}}}               | {\displaystyle x^{2}-2x-2} | 2,732051… A090388                     |
| {\displaystyle {\frac {3+{\sqrt {13}}}{2}}} | {\displaystyle x^{2}-3x-1} | 3,302776… A098316 (бронзовое сечение) |
| {\displaystyle 2+{\sqrt {2}}}               | {\displaystyle x^{2}-4x+2} | 3,414214…                             |
| {\displaystyle {\frac {3+{\sqrt {17}}}{2}}} | {\displaystyle x^{2}-3x-2} | 3,561553.. A178255.                   |
| {\displaystyle 2+{\sqrt {3}}}               | {\displaystyle x^{2}-4x+1} | 3,732051… A019973                     |
| {\displaystyle {\frac {3+{\sqrt {21}}}{2}}} | {\displaystyle x^{2}-3x-3} | 3,791288…A090458                      |
| {\displaystyle 2+{\sqrt {5}}}               | {\displaystyle x^{2}-4x-1} | 4,236068… A098317                     |